# Alucita iranensis
Alucita iranensis är en fjärilsart som beskrevs av Scholz och Eberhard Jäckh 1994. Alucita iranensis ingår i släktet Alucita och familjen mångfliksmott, (Alucitidae). Inga underarter finns listade i Catalogue of Life.